# Бутырка (Волгоградская область)
Бутырка — село в Жирновском районе Волгоградской области, в составе Клёновского сельского поселения.
Население — 327 (2010)

## История
Дата основания не установлена. Деревня Бутырка отмечена на карт Европейской части России 1871 года. Согласно переписи 1897 года в деревне Бутырки проживало 666 человек, 521 православный и 141 старообрядец
По состоянию на 1912 год деревня Бутырки относилось к Александровской волости Аткарского уезда Саратовской губернии. Согласно Списку населённых мест Аткарского уезда 1914 года (по сведениям за 1911 год) деревню Бутырки населяли бывшие крестьяне графа Гурьева, великороссы, всего 390 мужчин и 420 женщин. В деревне имелась земская школа
С 1928 года — в составе Руднянского района Камышинского округа (округ упразднён в 1930 году) Нижне-Волжского края. С 1935 года в составе Лемешкинского района Сталинградского края (с 1936 года — Сталинградской области, с 1954 по 1957 год — в составе Балашовской области). В 1959 году в связи с упразднением Лемешкинского района передано в состав Жирновского района. Решением исполкома Волгоградского облсовета от 23 сентября 1959 года № 20/472, § 49 Бутырский сельсовет был упразднён с передачей населенных пунктов в состав Клёновского сельсовета

## Физико-географическая характеристика
Село находится в степной местности, в пределах Хопёрско-Бузулукской равнины, являющейся южным окончанием Окско-Донской низменности, на левом берегу реки Щелкан. Рельеф местности равнинный. Почвы — чернозёмы обыкновенные. Высота центра населённого пункта — около 125 метров над уровнем моря. К востоку высота местности постепенно увеличается.
К селу имеется подъездная дорога (5,5 км) от региональной автодороги Калининск — Жирновск. По автомобильным дорогам расстояние до областного центра города Волгограда составляет 350 км, до районного центра города Жирновск — 35 км.
Климат
Климат умеренный континентальный (согласно классификации климатов Кёппена — Dfb). Многолетняя норма осадков — 443 мм. Наибольшее количество осадков выпадает в июле — 52 мм, наименьшее в марте — 22 мм. Среднегодовая температура положительная и составляет + 6,0 °С, средняя температура самого холодного месяца января −10,3 °С, самого жаркого месяца июля +21,6 °С.
Часовой пояс
Бутырка, как и вся Волгоградская область, находится в часовой зоне МСК (московское время). Смещение применяемого времени относительно UTC составляет +3:00.

## Население
Динамика численности населения
| 1897 | 1911 | 1987 | 2002 |
| ---- | ---- | ---- | ---- |
| 666  | 791  | ≈370 | 376  |

| 2010 |
| ---- |
| 327  |